# 中狩野村
中狩野村（なかかのむら）は静岡県の東部、田方郡に属していた村である。現在の伊豆市中部、狩野川、柿木川、船原川沿岸にあたる。

## 地理
- 河川：狩野川、柿木川、船原川
- 山：達磨山、伽藍山、棚場山

## 歴史
- 1889年（明治22年）4月1日 - 町村制の施行により、青羽根村、雲金村、佐野村、本柿木村、大平柿木村、上船原村、下船原村、松ヶ瀬村が合併して発足。
- 1960年（昭和35年）11月1日 - 上狩野村と合併して天城湯ケ島町が発足。同日中狩野村廃止。

## 交通

### 道路
- 国道136号（下田街道）

## 名所・旧跡・観光スポット・祭事・催事
- 船原温泉